# Torre di Lavina
La Torre di Lavina (3 308 m s.l.m. - in francese e ufficialmente Tour Lavina), un tempo anche punta Lavina , è una montagna italiana del gruppo del Gran Paradiso nelle Alpi Graie.

## Caratteristiche

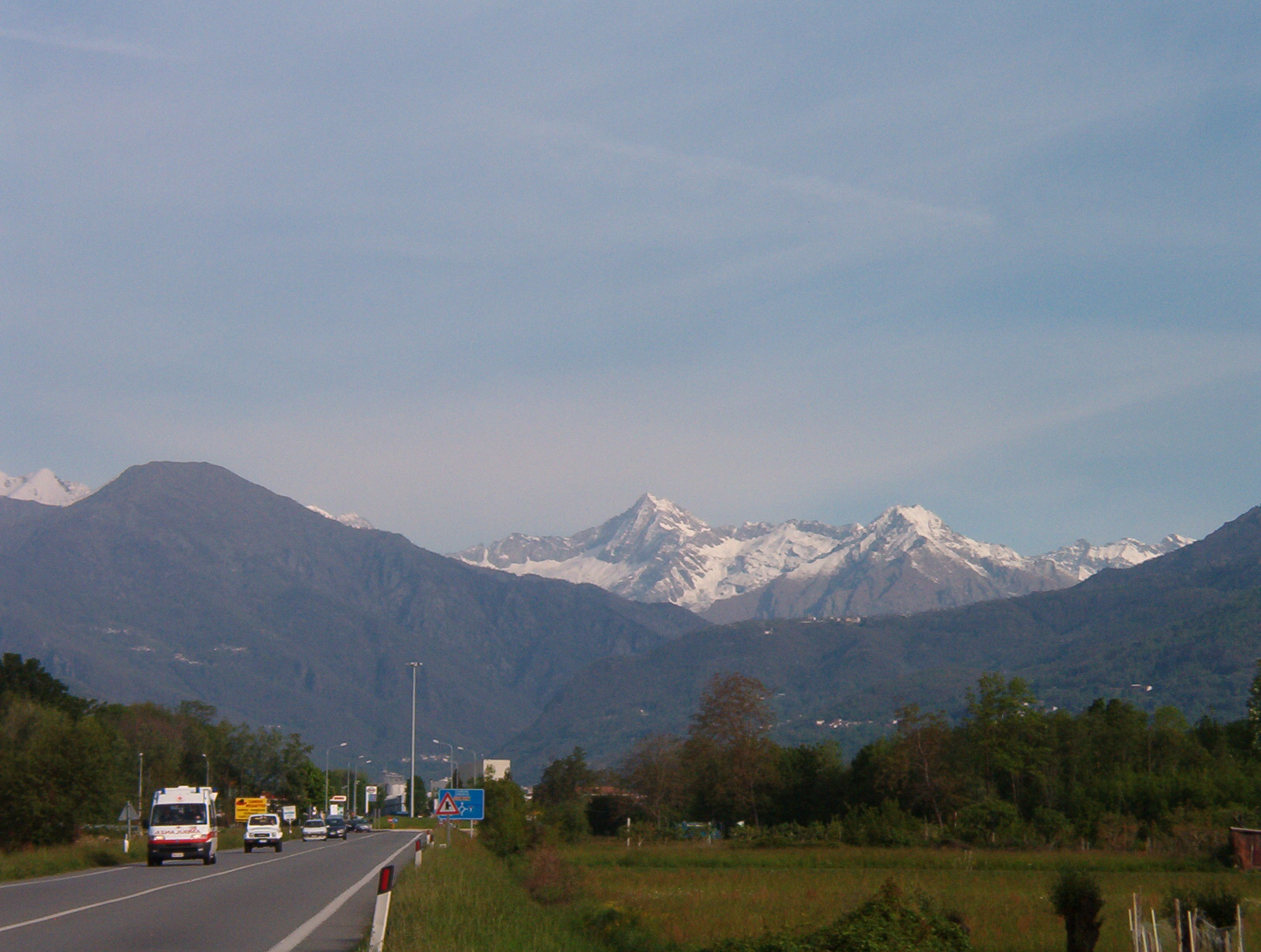
La Torre di Lavina vista da Rivarolo Canavese.

Si trova lungo lo spartiacque tra il Piemonte e la Valle d'Aosta. Sul versante piemontese, si trova alla testata di una delle valli della Val Soana; sul versante valdostano, si trova sopra la val di Cogne. La montagna è composta di due vette distinte: quella meridionale (3308 m) e quella settentrionale (3274 m). La vetta è molto visibile dalla pianura del Canavese.

## Accesso alle vetta
Dal versante piemontese, si accede a partire da Campiglia Soana, percorrendo tutto il vallone di Campiglia fino al colle di Acque Rosse (2947 m). L'accesso alla vetta si effettua seguendo la cresta est. In alternativa, si può percorrere tutto il vallone di Forzo, sempre in val Soana, passando per il Bivacco Pier Mario Davito (2360 m). Dal versante valdostano, l'accesso si effettua partendo da Lillaz, lungo il versante nord.

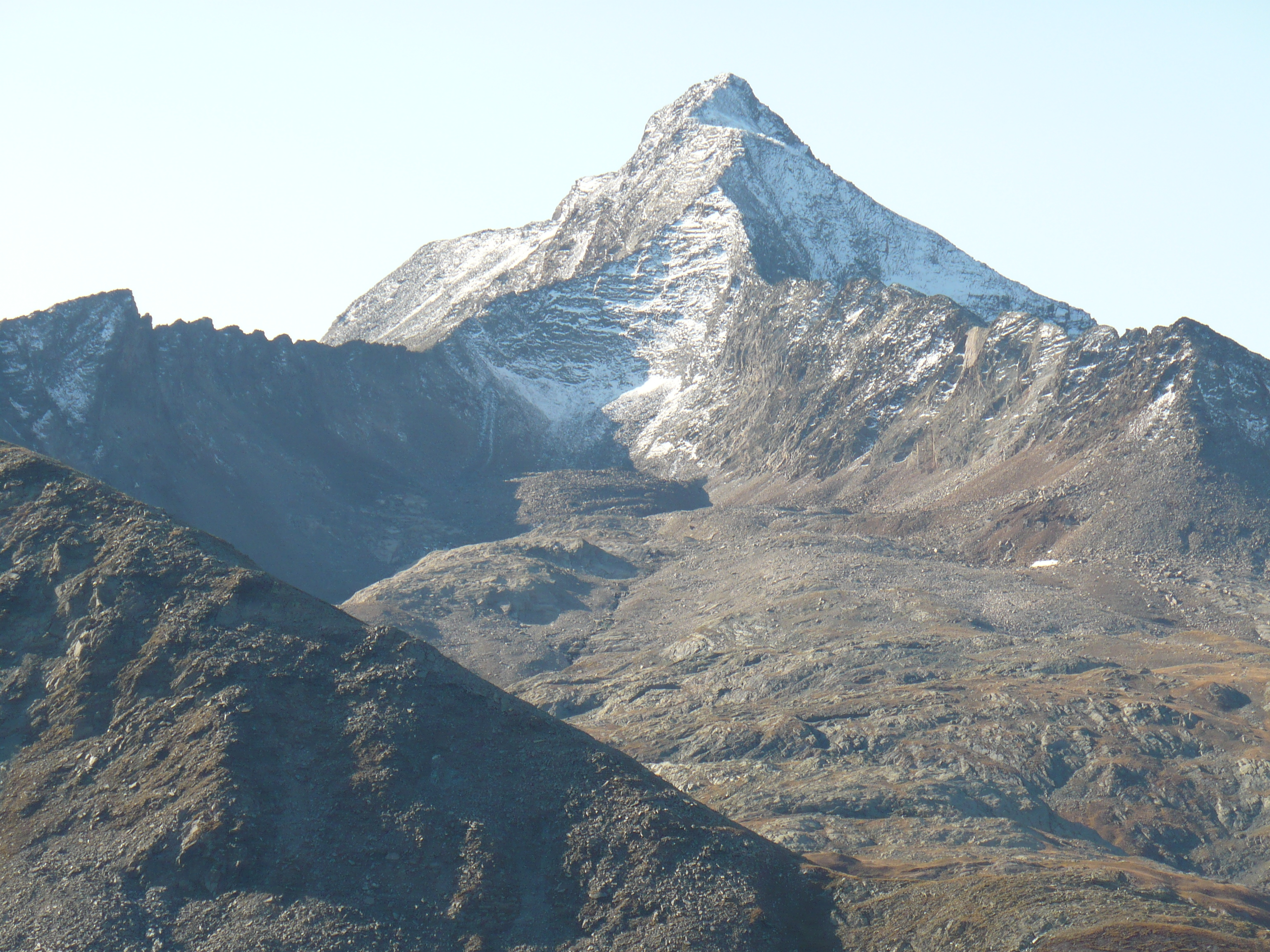
Il versante valdostano (nord).